# Bureau central de la statistique
Pour les articles homonymes, voir CBS.
Le Bureau central de la statistique (en néerlandais : Cntraal Bureau voor de Statistiek, CBS) est l'office néerlandais des statistiques.
Le CBS est chargé de la collecte, du traitement des données, et de la publication de statistiques pour l'aide à la décision politique et la recherche scientifique. Il est responsable des statistiques nationales officielles, ainsi que des statistiques sur les Pays-Bas transmises à Eurostat.
Il s'intéresse à de nombreux sujets comme la croissance économique, l'indice des prix à la consommation, revenu des ménages, etc.
Depuis 2012, son directeur général est Gosse van der Veen.

## Histoire
Fondé à la fin du XIXe siècle, le CBS est depuis janvier 2004 une agence indépendante. Elle ne dépend plus hiérarchiquement du ministère des Affaires économiques, même si ce dernier reste responsable des budgets et de la législation concernant les statistiques nationales.
Le CBS est par ailleurs l'éditeur du logiciel Blaise de collecte et de traitement d'enquêtes, utilisé par de nombreux instituts de statistiques dans le monde.

## Galerie du CBS

### Sièges

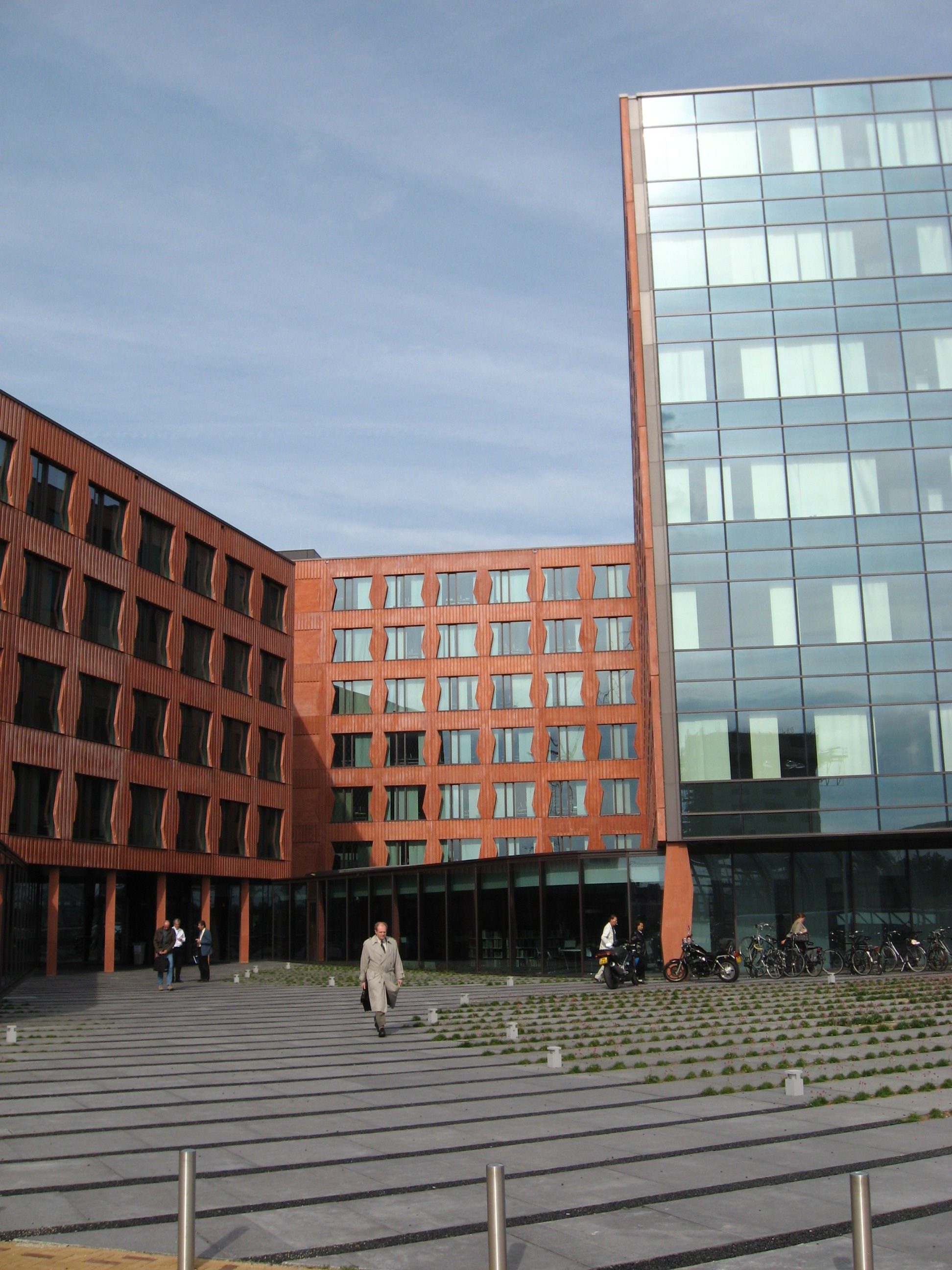
Bureau central de la statistique à La Haye.
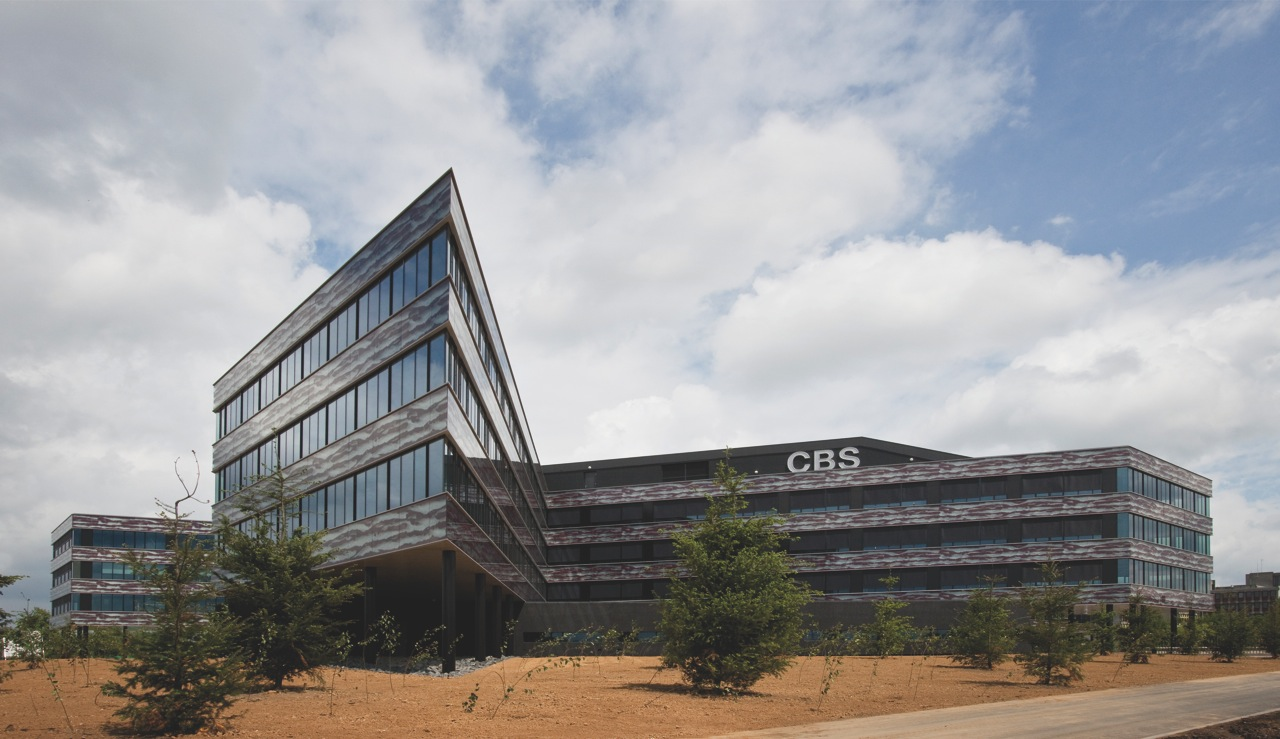
Bureau central de la statistique à Heerlen.